# Sigournais
Sigournais és un municipi francès situat al departament de Vendée i a la regió de País del Loira. L'any 2007 tenia 830 habitants.

## Demografia

### Població
El 2007 la població de fet de Sigournais era de 830 persones. Hi havia 324 famílies de les quals 72 eren unipersonals (44 homes vivint sols i 28 dones vivint soles), 120 parelles sense fills, 124 parelles amb fills i 8 famílies monoparentals amb fills.
La població ha evolucionat segons el següent gràfic:
Habitants censats

### Habitatges
El 2007 hi havia 376 habitatges, 329 eren l'habitatge principal de la família, 31 eren segones residències i 16 estaven desocupats. 367 eren cases i 4 eren apartaments. Dels 329 habitatges principals, 266 estaven ocupats pels seus propietaris, 56 estaven llogats i ocupats pels llogaters i 7 estaven cedits a títol gratuït; 1 tenia una cambra, 6 en tenien dues, 38 en tenien tres, 89 en tenien quatre i 195 en tenien cinc o més. 256 habitatges disposaven pel capbaix d'una plaça de pàrquing. A 129 habitatges hi havia un automòbil i a 182 n'hi havia dos o més.

### Piràmide de població
La piràmide de població per edats i sexe el 2009 era:
| Homes | Edats   | Dones |
| ----- | ------- | ----- |
| 0     | 95 o +  | 0     |
| 0     | 90 a 94 | 4     |
| 4     | 85 a 89 | 8     |
| 0     | 80 a 84 | 4     |
| 8     | 75 a 79 | 20    |
| 20    | 70 a 74 | 8     |
| 12    | 65 a 69 | 16    |
| 32    | 60 a 64 | 20    |
| 20    | 55 a 59 | 8     |
| 52    | 50 a 54 | 44    |
| 16    | 45 a 49 | 24    |
| 40    | 40 a 44 | 24    |
| 24    | 35 a 39 | 36    |
| 44    | 30 a 34 | 20    |
| 32    | 25 a 29 | 20    |
| 36    | 20 a 24 | 16    |
| 24    | 15 a 19 | 16    |
| 16    | 10 a 14 | 36    |
| 32    | 5 a 9   | 32    |
| 20    | 0 a 4   | 28    |

## Economia
El 2007 la població en edat de treballar era de 532 persones, 423 eren actives i 109 eren inactives. De les 423 persones actives 402 estaven ocupades (229 homes i 173 dones) i 21 estaven aturades (4 homes i 17 dones). De les 109 persones inactives 47 estaven jubilades, 36 estaven estudiant i 26 estaven classificades com a «altres inactius».

### Ingressos
El 2009 a Sigournais hi havia 340 unitats fiscals que integraven 883 persones, la mediana anual d'ingressos fiscals per persona era de 16.702 €.

### Activitats econòmiques
Dels 23 establiments que hi havia el 2007, 1 era d'una empresa alimentària, 1 d'una empresa de fabricació de material elèctric, 1 d'una empresa de fabricació d'altres productes industrials, 4 d'empreses de construcció, 4 d'empreses de comerç i reparació d'automòbils, 2 d'empreses d'hostatgeria i restauració, 2 d'empreses financeres, 2 d'empreses immobiliàries, 5 d'empreses de serveis i 1 d'una empresa classificada com a «altres activitats de serveis».
Dels 9 establiments de servei als particulars que hi havia el 2009, 1 era una oficina bancària, 1 taller de reparació d'automòbils i de material agrícola, 2 guixaires pintors, 1 lampisteria, 1 electricista, 1 perruqueria i 2 restaurants.
L'únic establiment comercial que hi havia el 2009 era una botiga de menys de 120 m².
L'any 2000 a Sigournais hi havia 24 explotacions agrícoles que ocupaven un total de 1.128 hectàrees.

## Equipaments sanitaris i escolars
El 2009 hi havia 1 escola elemental i 1 escola elemental integrada dins d'un grup escolar amb les comunes properes formant una escola dispersa.

## Poblacions més properes
El següent diagrama mostra les poblacions més properes.